# Reidar Andreassen
Reidar Andreassen (* 19. Dezember 1932) ist ein ehemaliger norwegischer Skilangläufer und Leichtathlet.
Andreassen, der für den Herefoss IL und den IL i BUL startete, belegte als Skilangläufer bei den nordischen Skiweltmeisterschaften 1958 in Lahti den 20. Platz über 50 km. In den Jahren 1958 und 1960 wurde er norwegischer Meister über 50 km. Zudem errang er bei norwegischen Meisterschaften zweimal den zweiten und einmal den dritten Platz.
Als Leichtathlet gewann Andreassen im Jahr 1960 die norwegischen Meisterschaft über 10.000 m. Im Jahr 1960 wurde er mit dem Egebergs Ærespris ausgezeichnet.